# Leonid Drosnés
Leonid Drosnés (* 26. September 1880 in St. Petersburg; † 12. Dezember 1921 (nicht früher als 1921) vermutlich in Odessa) war ein russischer Psychiater, Psychoanalytiker, Leibarzt des „Wolfsmann“ und Mitglied der Wiener Psychoanalytischen Vereinigung.

## Leben
Leonid Drosnés wurde als Sohn eines angesehenen Psychiaters in Russland geboren. Die Eltern waren russisch-orthodoxen Glaubens. Leonid Drosnés studierte Medizin an der privaten Noworossijsk Universität in Odessa mit einer medizinischen Fakultät, die von Iwan Michailowitsch Setschenow (1829–1905) geprägt worden war. Drosnés wurde im Jahr 1906 promoviert und absolvierte zunächst eine psychiatrische Ausbildung. Anschließend arbeitete er an einer privaten Klinik für Nerven- und Geisteskranke, die von seinem Vater Mikhail Drosnés organisiert worden war. Leonid Drosnés wandte sich nun der Psychoanalyse zu und versuchte, neue psychoanalytische Methoden wie diejenige von Carl Gustav Jung mit anderen psychotherapeutischen Methoden wie derjenigen von Wladimir Bechterew zu kombinieren. Leonid Drosnés behandelte an der medizinischen Militärakademie in St. Petersburg, an der Vladimir Bekhterev Professor war, auch Sergius Pankejeff. Pankejeff wurde später unter dem Namen „Wolfsmann“ als Patient von Sigmund Freud bekannt. Die Behandlung von Sergius Pankejeff zeigte zunächst nur wenige Erfolge. Drosnés und Pankejeff reisten daraufhin nach Wien, wo sie im Februar 1910 Sigmund Freud kennen lernten. Freud arbeitete in diesem Jahr 1910 an seinem Aufsatz zu Daniel Paul Schreber und wandte schließlich rückwirkend Erkenntnisse aus diesem auf den Fall des „Wolfsmannes“ an. Die ursprüngliche Intention der Reise von Drosnés und Pankejeff war eigentlich eine Kur bei Paul Dubois (1848–1918) in Bern, aber Bekannte überzeugten Drosnés davon, dass es sinnvoller sei, bei Freud in Wien zu bleiben. Drosnés immatrikulierte sich im Wintersemester 1910/11 an der Universität Wien, um die Vorlesungen von Freud hören zu können. Beim Vortragsabend am Mittwoch, 11. Januar 1911, beantragte Drosnés über der Obmann seine Aufnahme in die Wiener Psychoanalytische Vereinigung, nachdem er zuvor an deren Gesprächen teilgenommen hatte. Sigmund Freud teilte mit, dass er den jungen Mann bestens empfehlen könne, weil er der Sache der Psychoanalyse von Nutzen sein werde. Am 18. Januar 1911 wurde Drosnés der Vereinigung zugewählt. In der Sitzung vom 18. Januar 1911 wurde über „Magisches und anderes“ so auch über Märchen diskutiert. Der Vortragende war Herbert Silberer, der sich seinerseits auf eine Arbeit von Camilla Lucerna zum Thema „Märchen“ bezog. Dronés kehrte 1911 über Odessa nach St. Petersburg zurück, wo er sich als Spezialarzt für Psychoanalyse eines Sanatoriums einen Namen machte. Ebenfalls in St. Petersburg tätig war die Psychoanalytikerin Tatjana Konradowna Rosenthal. Auch sie war Mitglied der Wiener Psychoanalytischen Vereinigung. Am 3. Mai 1911 wurde der russische Arzt Mosche Wulff aus Odessa einstimmig auf Empfehlung von Drosnés der Wiener Psychoanalytischen Vereinigung zugewählt.

### Teilnahme an Sitzungen der Wiener Psychoanalytischen Vereinigung
Im Jahr 1911 nahm Leonid Drosnés an insgesamt zwei Sitzungen der Wiener Psychoanalytischen Vereinigung statt. Beim Vortragsabend am 15. März 1911 war er anwesend. Das besprochene Thema war „Das Mieder in Sitte und Brauch der Völker“. Der Vortragende war Friedrich S. Krauss (1859–1938). Freud merkte an, dass es durchaus sinnvoll sei, über die Psychoanalyse der Kleidung und Mode zu arbeiten. Allerdings sei es seines Erachtens zusätzlich notwendig, die historischen Belege zum Problem der Entstehung des Mieders zusammenzutragen und ebenfalls zu diskutieren. David Ernst Oppenheim (1881–1943) wies in diesem Zusammenhang darauf hin, dass eine Geschichte des erotischen Ideals bislang nicht geschrieben sei, dass es jedoch dringend vonnöten sei, eine solche zu schreiben. Paul Federn (1871–1950) betonte, dass man im Interesse der Kultur für die Miederabschaffung eintreten müsse. Josef Karl Friedjung (1871–1946) betonte, dass das Mieder aus hygienischen Gesichtspunkten heraus abgelehnt werden könne, ohne dafür unbewusste Voyeurgelüste bemühen zu müssen. Hanns Sachs (1881–1947) vertrat die Meinung, dass das Mieder schon im Altertum in unzähligen Gestalten vorgekommen sei und die männliche und weibliche Gestalt aneinander annähere. Einig war man sich darin, dass zwei unterschiedliche Idealtypen der Frau existierten. Es gäbe zum einen das Ideal der fettleibigen Frau und zum anderen das Ideal der schlanken Frau mit maskulinen Formen. Sigmund Freud betonte, dass das Ideal der schlanken Frau von der anglo-amerikanischen Rasse ausginge.
Bereits im Jahr 1902 war es in Wien zur Gründung des „Vereins zur Verbesserung der Frauenkleidung“ durch den Gynäkologen Hugo Klein (1863–1937), gemeinsam mit Elisabeth Semek, gekommen. Klein war entschiedener Gegner des Frauenmieders („Nieder mit dem Mieder“). 1903 entwarf er einen Hüftgürtel, den er der „Wiener geburtshilflich-gynäkologischen Gesellschaft“ vorstellte. 1904 initiierte er in Wien eine „Ausstellung zur Reformkleidung“, bei der namhafte Wiener Modefirmen, zum Teil nach Angaben von Ärzten, ihre Modeentwürfe vorstellten. Auch die Wiener Redakteurin und Schuldirektorin, Regine Ulmann (1847–1939) arbeitete an der Thematik der Reformkleidung für Frauen. Sie war die Herausgeberin des „Praktischen Ratgebers der Wiener Mode“.
Auch beim Vortragsabend der Wiener Psychoanalytischen Vereinigung am 5. Mai war Drosnés anwesend. Isidor Sadger (1867–1942) sprach „Über Haut-, Schleimhaut- und Muskel-Erotik.“ Paul Federn schlug vor, anstelle des Begriffs der Erotik den Begriff der Libido einzusetzen. Gustav Grüner zeigte sich mit dem Vortrag von Sadger der Sache nach einverstanden, wünschte sich jedoch weniger Fremdwörter im Vortrag. Josef Karl Friedjung dankte Sadger für die anschaulichen Anregungen. Jedoch dürfe man die Pertussis, die ja eine Infektionskrankheit sei, nicht als Ausdruck der Schleimhaut- und Muskelerotik auffassen. Dennoch könne die Hauterotik in klarer Weise zutage treten.

### Gründung der Russischen Psychoanalytischen Vereinigung
Im Jahr 1911 erfolgte gemeinsam mit Nikolaj J. Ossipow die Gründung der „Moskauer Psychoanalytischen Gesellschaft“. Vorausgegangen war eine psychoanalytische Diskussionsgruppe in Moskau, die man die „Kleinen Freitage“ nannte. 1911 erfolgte die Publikation der Arbeit von Leonid Drosnés mit dem Titel „Eine psychoanalytische Organisation zur Verhütung von Selbstmorden“. Hier trat Drosnés für die Schaffung eines Ambulatoriums ein, in dem psychoanalytisch geschulte Personen die Bedürftigen beraten sollten. Es ginge darum, den Lebensüberdrüssigen zu zeigen, dass nicht die Menschen ihn, sondern er die Menschen verlassen habe. Dadurch könne das Gefühl der Verlassenheit beseitigt und dem Selbstmord vorgebeugt werden. Diese Arbeit ist die erste psychoanalytische Arbeit, die sich mit der Suizidprävention auseinandersetzte. Im Jahr 1911 fand auch der Erste Kongress des „Verbandes vaterländischer Psychiater“ in Russland statt. Auf diesem Kongress hielt Vladimir Bekhterev einen Vortrag über die Verbreitung des Suizids in Russland und schloss sich der Meinung von Drosnés an, dass soziale Ungerechtigkeit als Ursache für die Verbreitung des Suizids gesehen werden müsse. Bekhterev nannte als weitere Ursache den Krieg, der das seelische Gleichgewicht der Menschen zerstöre.
Das Buch „Über Onanie“, das Drosnés im Jahr 1911 in russischer Sprache veröffentlichte, wurde als „gewinnendes Werbebüchlein für die Anschauungen der Psychoanalyse“ rezensiert.

### Erster Weltkrieg, Sanatorium Odessa
Ab August 1914 war Leonid Drosnés nicht mehr im 9. Wiener Gemeindebezirk gemeldet. Während des Ersten Weltkriegs war er als Militärarzt eingesetzt. 1918 arbeitete Drosnés im Sanatorium Frednefontonskaja in Odessa. 1922 wurde die „Moskauer Psychoanalytische Gesellschaft“ in die „Russisch Psychoanalytische Vereinigung (RPV)“ überführt. Zu den Gründungsmitgliedern der RPV gehörten unter anderen die Psychoanalytikerin Wera Fjodorowna Schmidt (1889–1937) mit ihrem Ehemann, dem Polarforscher und Mathematiker Otto Juljewitsch Schmidt (1891–1956).
In seinem 1925 gemeinsam mit G. A. Skalkowski publizierten Werk „Grundlagen des durch das Milieu bedingten individuellen und kollektiven Entwicklungsprozesses. Lehre von der Homofunktion“ vertraten Drosnés und Skalkowski als überzeugte Marxisten einen sozialistisch-materialistischen Standpunkt. Sie untermauerten ihre „Lehre von der Homofunktion“ mit den Ergebnissen der Pawlowschen Reflexologie. Die russische Psychoanalytikerin Sabina Spielrein, welche zwar die Idee des psychoanalytischen Ambulatoriums von Drosnés übernahm, grenzte sich hingegen an diesem Punkt von Drosnés ab und entwickelte eine eigene Lehre von der Neurosenentstehung.
Als Sterbedatum Leonid Drosnés' wird der 12. Dezember 1921 vermutet, als Sterbeort Odessa.

## Werke
- Eine psychoanalytische Organisation zur Verhütung von Selbstmorden, in: Sigmund Freud (Hrsg.): Zentralblatt für Psychoanalyse. Medizinische Monatsschrift für Seelenheilkunde 1911, 1:553–555.
- Über Onanie. Populäre Darstellung der Anschauungen der psychoanalytischen Schule Prof. Freud's über Wesen der Onanie und deren Heilung, (in russischer Sprache), Petersburg ca. 1911/12 (Rezension von Bernhard Dattner im Zentralblatt für Psychoanalyse 1912, 2, 535.)